# James Chapman
James Chapman, född den 2 november 1979 i Sydney i Australien, är en australisk roddare.
Han tog OS-silver i fyra utan styrman i samband med de olympiska roddtävlingarna 2012 i London.